# テンプル・フォーチュン
テンプル・フォーチュン（Temple Fortune）は、ロンドンのバーネット・ロンドン特別区にある地域である。ハムステッド・ガーデン・サバーブの住民による商店街として使用されている。

## 近隣地区
- ハムステッド・ガーデン・サバーブ
- ゴールダーズ・グリーン

座標: 北緯51度34分55秒 西経0度11分56秒 / 北緯51.582度 西経0.199度